# Navette albigeoise
Cet article concerne un biscuit traditionnel de la ville d'Albi. Pour la version provençale de ce biscuit, voir Navette de Marseille.
La navette albigeoise est un biscuit traditionnel de la ville d'Albi dans le sud-ouest de la France.

## Description
Le biscuit est formé à partir d'une pâte sablée découpée en forme de losanges dont la taille et le poids varient selon les fabricants. Il est décoré d'amandes entières, saupoudré de sucre et parfois décoré au couteau de motifs géométriques. Louis Rieux les dit parfumées au cédrat confit.
Ce petit gâteau se mange au petit déjeuner ou au goûter et peut être servi avec du café ou du thé. Il peut aussi être trempé dans un verre de gaillac blanc doux.

## Origine
Il existe des recettes de navettes à Castelnaudary, Nantes, Orléans, Marseille et ailleurs en Provence, mais celle d'Albi repose sur une légende liée aux Cathares. Ces derniers étaient nombreux à travailler dans le tissage et auraient eu la navette ou la quenouille comme signe de reconnaissance. 
Molinier ne situe cette invention qu'à la fin XVIIIe siècle et les ouvrages du XIXe siècle spécialisés sur la cuisine régionale ne la mentionnent pas. Elle apparaît en 1913 dans le livre que Louis Rieux consacre à la gastronomie albigeoise. Dans les années 1930, Curnonsky la cite également, et loue celles de Pampelonne à une trentaine de km.